# Chaux-lès-Port
Chaux-lès-Port is een gemeente in het Franse departement Haute-Saône (regio Bourgogne-Franche-Comté) en telt 141 inwoners (2011). De plaats maakt deel uit van het arrondissement Vesoul.

## Geografie
De oppervlakte van Chaux-lès-Port bedraagt 4,1 km², de bevolkingsdichtheid is 34,4 inwoners per km².
De onderstaande kaart toont de ligging van Chaux-lès-Port met de belangrijkste infrastructuur en aangrenzende gemeenten.

## Demografie
Onderstaande figuur toont het verloop van het inwonertal (bron: INSEE-tellingen).